# Медресе Шарифбая
Медресе Шарифбая — один из исторически-культурных памятников города Карши (Кашкадарьинская область, Узбекистан). Медресе Шарифбая включено в национальный список объектов недвижимого, материального и культурного наследия Узбекистана-взято под государственную охрану.

## История
Медресе Шарифбая было построено в начале XVIII века. Сообщается, что медресе Шарифбая было построено почти 300 лет назад на средства Шарофходжи, а сам он до конца своей жизни был мударрисом (толкователем Корана) в этом медресе.
За прошедший почти весь III век медресе Шарифбая пережило множество событий. Особенно во времена Советского правления медресе использовалось для совершенно иных целей. Например, сначала на его месте размещался дом культуры, потом клуб, даже кожно-венерический диспансер. На сегодняшний день медресе находится в руинах. Мечеть Чакар и медресе Шарифбай были внесены в национальный список постановлением Кабинета министров № 846 от 4 октября 2019 года «Об утверждении национального списка объектов недвижимости материального культурного наследия». Однако 2022 год вызвал критические дискуссии в социальных сетях из-за отсутствия ремонта и реставрации медресе Шарифбая и мечети Чакар. По словам людей, медресе пришло в аварийное состояние.

## Архитектура
Архитектурный стиль медресе был похож на медресе Шермухаммеда, за исключением того, что оно было одноэтажным, перестроено из необожженных цоколей, с гораздо более низкими крышами, а также без украшений.
Размер медресе составляет 22,15 метра в высоту и 19,61 метра в ширину. Прямоугольный двор имел размеры 9, 0x12, 31 метр. Двор был сложен из сырцового кирпича. В медресе было 14 классов, в основном они были однокомнатными, но также имели крыльцо с южной стороны, которое в основном использовалось как летняя учебная пристройка. Позже фасад этого крыльца был закрыт.